# Hípias menor
L'Hípias menor és un diàleg de Plató. S'acostuma a situar en la primera etapa de producció del filòsof, però es discuteix si és un dels primers diàlegs o pertany al període anomenat de transició.
Els personatges principals del diàleg són Sòcrates i Hípias d'Elis, un sofista aclamat a l'època per la seva gran quantitat de coneixements. Apareix també un personatge menor, Eudic, deixeble d'Hípias, el paper del qual és el de simple mediador del diàleg.
La situació del diàleg és la següent: Hípias acaba de fer una conferència classe sobre Homer. Sòcrates, que era a prop, és convidat per Eudic a dialogar amb el sofista. Sòcrates planteja la pregunta següent: quin dels dos personatges cèlebres de la mitologia grega, Aquil·les i Odisseu, és millor?
Des d'aquí, Sòcrates demostrarà la ignorància d'Hípias partint de la tesi que "la bondat moral és un tipus de saviesa" que durà a la paradoxa moral: Qui fa el mal voluntàriament és moralment millor que qui el fa només involuntàriament i per ignorància.
Com succeeix en els diàlegs d'aquesta etapa platònica, el diàleg culmina amb una aporia: els interlocutors arriben a un punt al qual no poden donar solució i tanquen el diàleg reconeixent la seva ignorància.

## Referència bibliogràfica
- Diàlegs, vol. III (Ió. Hípias menor. Hípias Major. Eutidem), trad. de Joan Crexells, 2a ed. publicada a cura de J. Serra Hunter i Carles Riba, Barcelona, Fundació Bernat Metge, 1950.